# بولی، اینورنس
بولی، اینورنس (به انگلیسی: Beauly) یک شهرک در اسکاتلند است که در هایلند واقع شده‌است. بولی ۱٬۳۶۵ نفر جمعیت دارد.